# 恩和哈达河
恩和哈达河，位于中华人民共和国内蒙古自治区额尔古纳市境内，是额尔古纳河右岸支流，发源于额尔古纳市东北部大兴安岭山脉石礁山，蜿蜒向北流，于恩和哈达镇汇入额尔古纳河。河长108千米，流域面积2137平方千米。年均径流量3.21亿立方米。恩和哈达河流域地处大兴安岭西缘，山多林茂，全域处于原始森林内，人烟稀少，现仍保留原始自然状况，河滩草甸地带多沼泽。